# Agelaea claessensii
Agelaea claessensii là một loài thực vật có hoa trong họ Connaraceae. Loài này được De Wild. mô tả khoa học đầu tiên năm 1911.